# Barbican Centre
Le Barbican Centre est un centre culturel situé au nord de la Cité de Londres. Il s'agit du plus grand centre des arts du spectacle d'Europe. En plein cœur du Barbican Estate, le centre accueille les concerts de musique classique ou contemporaine, des représentations théâtrales, des projections de films et des expositions d'art. Il abrite aussi une bibliothèque, trois restaurants et une serre tropicale. Le London Symphony Orchestra et le BBC Symphony Orchestra y sont également basés. Le Barbican Centre est membre du Global Cultural Districts Network.
Conçu dans les années 1960, il est construit dans les années 1970 et inauguré en 1982 par la reine Élisabeth II. Le complexe abrite la Royal Shakespeare Company jusqu'en mai 2001. C'est un monument classé de grade II
Le Barbican Centre est géré, financé et appartient à la Corporation de la Cité de Londres, le troisième plus important mécène des arts au Royaume-Uni. La construction résulte d'un don de la Cité de Londres à la nation, et a coûté 161 millions de livres.

## Salles de spectacles et autres activités
- Barbican Hall : 1 943 places (siège du London Symphony Orchestra et du BBC Symphony Orchestra)[3]
- Barbican Theatre : 1 156 places[4]
- The Pit : salle de théâtre (200 places)
- Barbican Cinema : trois salles (respectivement 288, 255 et 155 places)
- Galerie d'art : une
- Restaurants : trois
- Halls de conférence : sept
- Halls d'exposition : deux

## Stations de métro à proximité
- Barbican
- Moorgate
- St. Paul's
- Farringdon
- Liverpool Street